# Ricaurte (Cundinamarca)
Ricaurte é um município da Colômbia, localizado na província Alto Magdalena, departamento de Cundinamarca.